# Blinkan
Blinkan (finska: Blinkon) är en tätort i Borgå stad (kommun) i landskapet Nyland i Finland. Vid tätortsavgränsningen den 31 december 2021 hade Blinkan 233 invånare och omfattade en landareal av 1,56 kvadratkilometer.